# Skoruszowy Żleb

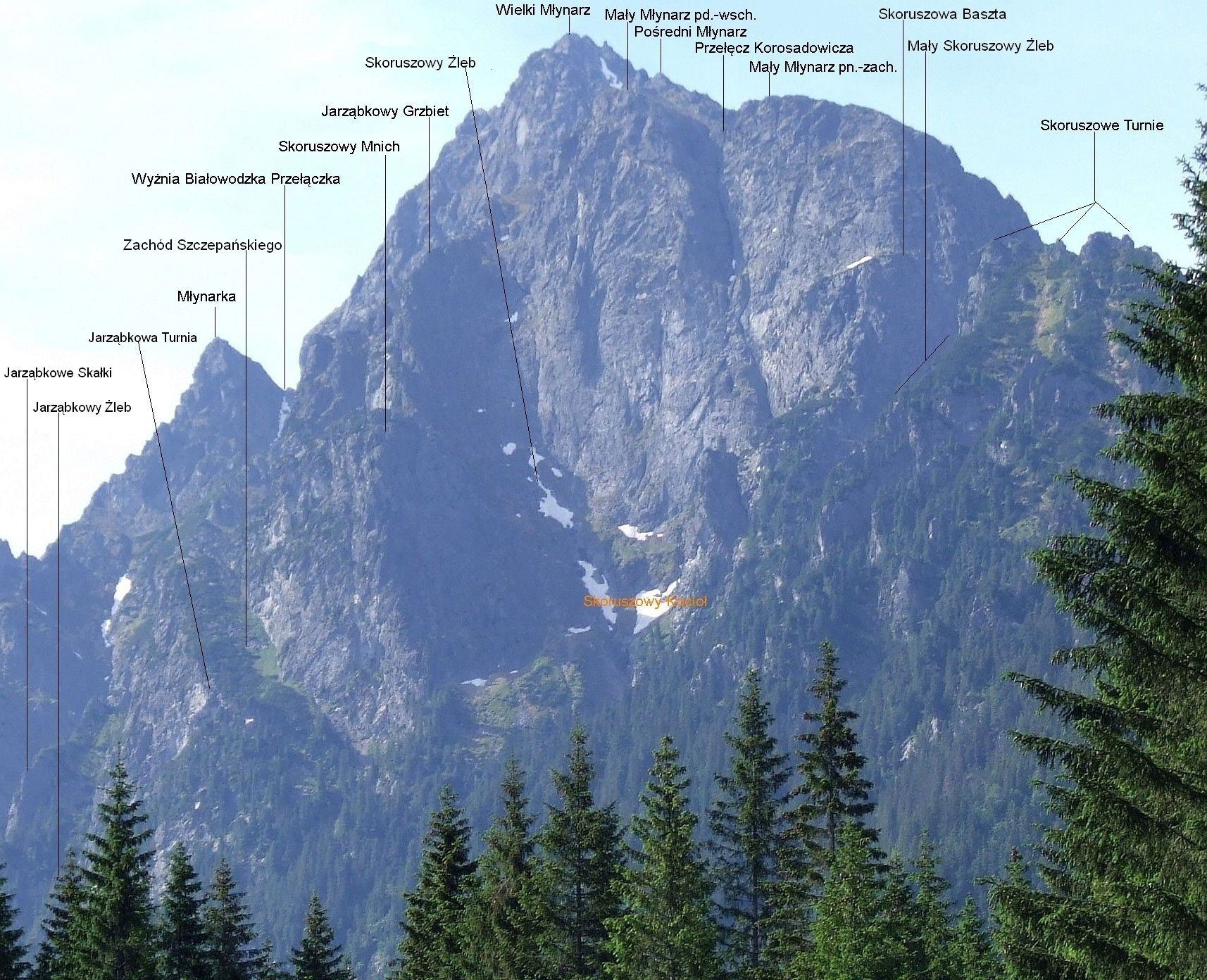
Skoruszowy Żleb przechodzący przez Skoruszowy Kocioł

Skoruszowy Żleb (słow. Skoruší žľab) – wielki żleb w masywie Młynarza w słowackich Tatrach Wysokich. Jest jednym z pięciu jego największych żlebów. Zaczyna się opadającą spod Młynarzowej Przehyby na południowy wschód mało stromą, trawiastą depresją. Kilkadziesiąt metrów poniżej przełęczy staje się ona bardziej stroma i zmienia kierunek na północno-wschodni. Orograficznie prawe ograniczenie żlebu tworzy Jarząbkowy Grzbiet, lewe – wschodnia i północno-wschodnia ściana Małego Młynarza. W górnej części dno żlebu tworzą kamienne płyty i trawiaste półeczki. Niżej, na wysokości podstawy Małego Młynarza żleb bardzo się rozszerza tworząc Skoruszowy Kocioł. Na tym odcinku jego skalistym dnem zwykle spływa woda. Brzegi żlebu tworzą niezbyt strome trawniki. Poniżej Skoruszowego Kotła żleb staje się bardzo stromy i dużo węższy. Jego dno na długości około 120 m jest skaliste, bardzo kruche i przegrodzone kilkoma progami. Zimą tworzy się na tym odcinku lodospad o długości 120 m. Poniżej niego żleb skręca na wschód. Na tym odcinku uchodzi do niego orograficznie lewa odnoga – Mały Skoruszowy Żleb opadający spod Wyżniej Skoruszowej Przełęczy. Na długości około 200 m brzegi Skoruszowego Żlebu tworzą częściowo skaliste, częściowo trawiaste ścianki. Najniższa część żlebu przechodzi w koryto wypełnione ruchomymi piargami, po obydwu stronach porośnięte bujnym lasem.
Skoruszowy Żleb uchodzi do dna Doliny Białej Wody około 150 na południe od ujścia Litworowego Żlebu. Z orograficznie prawej strony, na wysokości około 100 m nad dnem tej doliny do Skoruszowego Żlebu uchodzi wąska i porośnięta lasem rynna z licznymi progami.
Autorem nazwy żlebu jest Władysław Cywiński. Od dna Doliny Białej Wody Skoruszowym Żlebem na Młynarzową Przehybę prowadzi taternicka droga wspinaczkowa (I w skali tatrzańskiej, czas przejścia 2 godz.). Pierwsze przejście całej drogi: J. Orenburg i Jan Alfred Szczepański 12 lipca 1935 roku.